# Mathilde von Rothschild
Hannah Mathilde von Rothschild (Fráncfort del Meno, 5 de marzo de 1832-ibídem, 8 de marzo de 1924) fue una compositora, mecenas de la fe judía y baronesa alemana.

## Biografía
Mathilde von Rothschild nació el 5 de marzo de 1832 en Fráncfort del Meno. Fue la segunda hija mayor de Charlotte y Anselm Salomon von Rothschild, un miembro de la familia Rothschild de Viena. Mathilde tenía talento musical y estudió con Frédéric Chopin. En 1849 se casó con el banquero Wilhelm Carl von Rothschild, primo de su padre. La pareja primero residió en la casa Rothschild en Zeil (Zeilpalast), pero luego se mudó a un palacio en Grüneburg, y también vivió en una villa en Königstein im Taunus. Tuvieron tres hijas, dos de las cuales sobrevivieron a la infancia, Adelheid Rothschild (que se casó con su primo Edmond James de Rothschild) y Minna Caroline Rothschild (que contrajo matrimonio con Maximilian von Goldschmidt-Rothschild).
Otorgó subvenciones a varias fundaciones, incluida la Fundación del Hospital de Rothschild y la Fundación del Hospital de Georgine Sara von Rothschild. También financió orfanatos, sanatorios, residencias de ancianos, proyectos de investigación para la Universidad de Heidelberg y el Museo Judío de Antigüedades. Además, fundó la Biblioteca Pública Carl von Rothschild en su ciudad natal.
Falleció el 8 de marzo de 1924 en Fráncfort.

## Obra
Escribió canciones para cantantes como Selma Kurz y Adelina Patti. En 1878 publicó un volumen de treinta melodías en el que se incluyen dos poemas de Victor Hugo: «Vieille chanson du jeune temps» y «Si vous n'avez rien à me dire» (cf. Bibliothèque nationale de France). A finales de la década de 1880, publicó un volumen de doce canciones titulado Zwölf Lieder für Singstimme mit Pianofortebegleitung que incluía el trabajo de varios poetas con música, incluido el poeta y dramaturgo Franz von Dingelstedt, el poeta épico Friedrich von Bodenstedt, el escritor de Fráncfort Wilhelm Jordan, el escritor ruso Alekséi Nikoláyevich Tolstói y el escritor y libretista francés Paul Collin. Acumuló una colección de arte que incluía a viejos maestros y también la obra de artistas populares como Gerard Dou, Jan Steen y Gabriel Metsu.